# Echinomuricea parareticulata
Echinomuricea parareticulata is een zachte koraalsoort uit de familie Plexauridae. De koraalsoort komt uit het geslacht Echinomuricea. Echinomuricea parareticulata werd in 1942 voor het eerst wetenschappelijk beschreven door Stiasny. 